# SV Limburgia in het seizoen 1970/71
Het seizoen 1970/1971 was het 17e en laatste jaar in het bestaan van de Brunssumse betaaldvoetbalclub SV Limburgia. De club kwam uit in de Nederlandse Tweede divisie en eindigde daarin op de 13e plaats. Tevens deed de club mee aan het toernooi om de KNVB beker, hierin werd de club in de eerste ronde, na strafschoppen, uitgeschakeld door MVV (2–2). Na het seizoen werd duidelijk dat bij de sanering van het betaald voetbal in Nederland er een aantal clubs noodgedwongen moesten verdwijnen naar de amateurs. SV Limburgia was op basis van de criteria (gemiddelde van het aantal betalende toeschouwers over de afgelopen vijf jaar) van de KNVB een van de elf clubs die moesten verdwijnen uit het betaald voetbal. De club werd opnieuw ingedeeld in de tweede klasse amateurs.

## Wedstrijdstatistieken

### Tweede divisie
|       | AGOVV | Baronie | SC Drente | EDO   | Eindhoven | Fortuna | Gooiland | Hermes DVS | NOAD  | PEC   | RBC   | RCH   | Roda JC | De Volewijckers | FC VVV | ZFC   |
| ----- | ----- | ------- | --------- | ----- | --------- | ------- | -------- | ---------- | ----- | ----- | ----- | ----- | ------- | --------------- | ------ | ----- |
| Thuis | 3 – 0 | 5 – 1   | 3 – 2     | 2 – 0 | 0 – 2     | 2 – 0   | 0 – 3    | 2 – 0      | 0 – 2 | 2 – 2 | 0 – 0 | 0 – 0 | 0 – 0   | 2 – 2           | 1 – 0  | 2 – 2 |
| Uit   | 2 – 2 | 3 – 0   | 3 – 0     | 0 – 0 | 1 – 0     | 1 – 0   | 0 – 0    | 3 – 1      | 1 – 0 | 4 – 0 | 1 – 1 | 1 – 1 | 0 – 0   | 1 – 1           | 0 – 0  | 2 – 1 |

### KNVB beker
| 1e ronde                                        | MVV                 | 2 – 2 (2 – 0, 2 – 2) MVV wint na strafschoppen | Limburgia             |
| 16 augustus 1970 Plaats: Maastricht De Geusselt | Nico Mares 10', 15' |                                                | 70', 79' Willy Coolen |

## Statistieken Limburgia 1970/1971

### Eindstand Limburgia in de Nederlandse Tweede divisie 1970 / 1971
| Stand | Gespeeld | Gewonnen | Gelijk | Verloren | Punten | Doelpunten voor | Doelpunten tegen |
| ----- | -------- | -------- | ------ | -------- | ------ | --------------- | ---------------- |
| 13e   | 32       | 7        | 14     | 11       | 28     | 31              | 39               |

### Topscorers
| #      | Naam          | Goal |
| ------ | ------------- | ---- |
| 1.     | Willy Coolen  | 12   |
| 2.     | Ties Klinkers | 5    |
| 3.     | Joep Beckers  | 2    |
| 3.     | Joop Deben    | 2    |
| 3.     | Gène Gerards  | 2    |
| 3.     | Wim Logister  | 2    |
| 3.     | Jacques Maas  | 2    |
| 8.     | Wim Vrösch    | 1    |
| 8.     | Piet Hermans  | 1    |
| 8.     | Jo Nix        | 1    |
| 8.     | Jos Winkens   | 1    |
| Totaal | Totaal        | 31   |

| #      | Naam         | Goal |
| ------ | ------------ | ---- |
| 1.     | Willy Coolen | 2    |
| Totaal | Totaal       | 2    |